# Ą̄̀
Ą̄̀ (minuscule : ą̄̀), appelé A macron accent grave ogonek, est une lettre latine utilisée dans l’écriture du tagish.
Il s’agit de la lettre A diacritée d’un macron, d’un accent grave et d’un ogonek.

## Représentations informatiques
Le A macron accent grave ogonek peut être représenté avec les caractères Unicode suivants : 
- composé et normalisé NFC (latin étendu A, diacritiques) :

| formes    | représentations | chaînes de caractères | points de code       | descriptions                                                                 |
| --------- | --------------- | --------------------- | -------------------- | ---------------------------------------------------------------------------- |
| capitale  | Ą̄̀               | Ą◌̄◌̀                   | U+0104 U+0304 U+0300 | lettre majuscule latine a ogonek diacritique macron diacritique accent grave |
| minuscule | ą̄̀               | ą◌̄◌̀                   | U+0105 U+0304 U+0300 | lettre minuscule latine a ogonek diacritique macron diacritique accent grave |

- décomposé et normalisé NFD (latin de base, diacritiques) :

| formes    | représentations | chaînes de caractères | points de code              | descriptions                                                                             |
| --------- | --------------- | --------------------- | --------------------------- | ---------------------------------------------------------------------------------------- |
| capitale  | Ą̄̀               | A◌̨◌̄◌̀                  | U+0041 U+0328 U+0304 U+0300 | lettre majuscule latine a diacritique ogonek diacritique macron diacritique accent grave |
| minuscule | ą̄̀               | a◌̨◌̄◌̀                  | U+0061 U+0328 U+0304 U+0300 | lettre minuscule latine a diacritique ogonek diacritique macron diacritique accent grave |